# Natori
Natori (名取市, Natori-shi) és una ciutat de la prefectura de Miyagi, al Japó.
El 2015 tenia una població estimada de 76.107 habitants. Té una àrea total de 98,17 km².

## Geografia
Natori està situada al centre-est de la prefectura de Miyagi, fent frontera amb l'oceà Pacífic per l'est. Natori es troba a les planes fèrtils dels deltes dels rius Natori i Masuda, tot i que el riu Natori es troba fora dels límits de la ciutat.